# Nguni

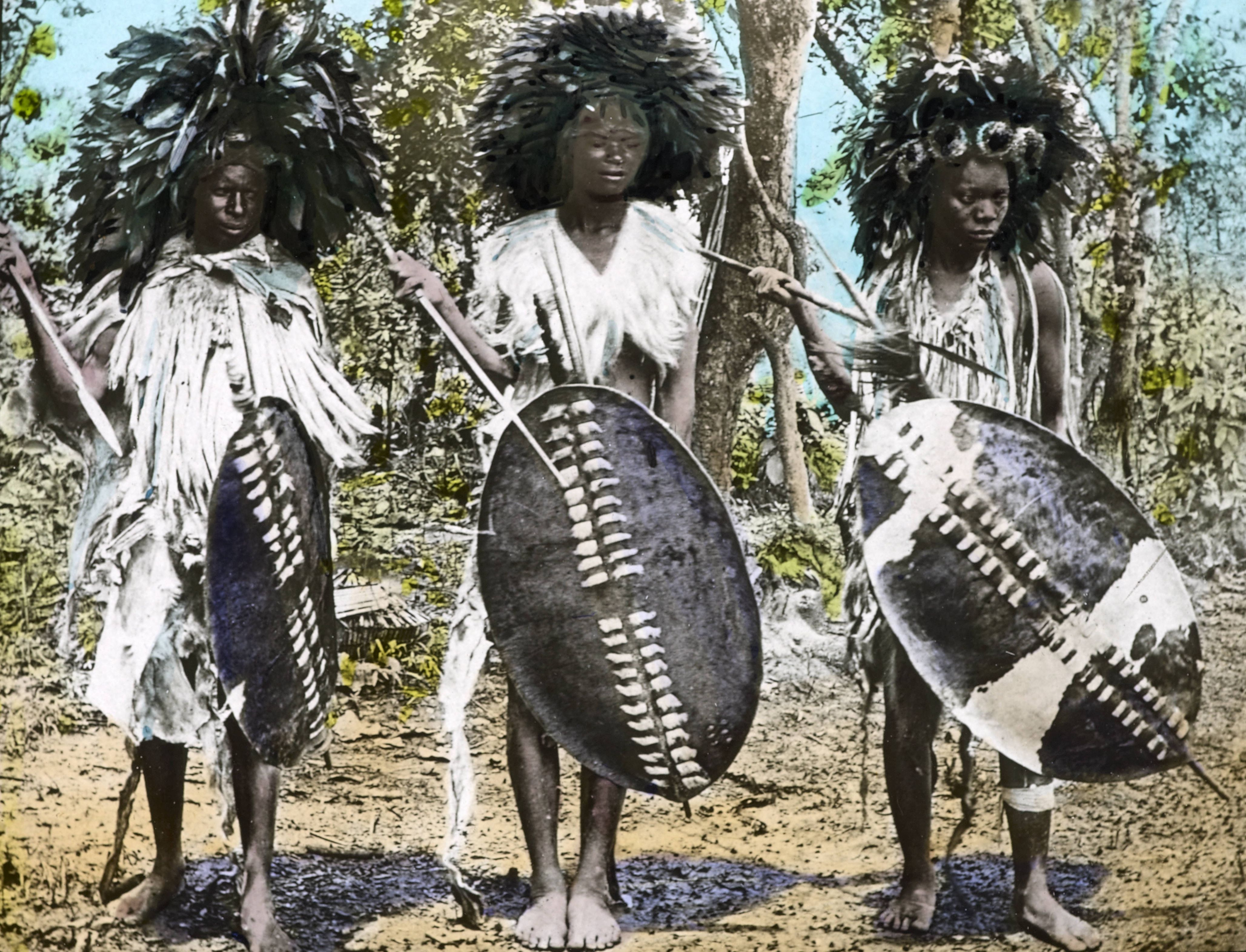
Tres jóvenes guerreros Ngoni, vestidos con el traje tradicional de la tribu, incluyendo el tocado. Llevan una lanza y un escudo. Malaui, ca. 1895.

El grupo étnico nguni es un conglomerado de pueblos de origen bantú con gran presencia en el sureste africano. A principios del siglo XXI superaban los 30 millones de personas distribuidas entre Lesoto, Botsuana, Malaui, Tanzania, Zambia, Zimbabue, Suazilandia, Mozambique y Sudáfrica.
Los antepasados ngunis partieron del lago Chad en el siglo V con dirección sureste. Restos arqueológicos sitúan en el siglo VII a varios de sus grupos asentados a orillas del lago Tanganica. Para el siglo XV ocupaban ambos lados de la cadena montañosa Drakensberg. Estos primeros clanes posteriormente se asentaron en una amplia franja de territorio de tierras altas que se extendía desde el Gran Río Fish , en lo que hoy es la provincia del Cabo Oriental, hasta la bahía de Kosi, cerca de la frontera de la provincia de KwaZulu / Natal y Mozambique, paralela al Océano Índico. Durante el siglo XX su territorio ocupó el área desde el antiguo bantustán sudafricano Ciskei, de la época del apartheid, hasta Suazilandia.
Del inicial movimiento poblacional nguni se fueron desgajando clanes que dieron origen a la formación de importantes naciones como la zulú, ndebele, xhosa, ngoni y suazi, entre otras. A pesar de estas escisiones lograron mantener una raíz lingüística común, el idioma nguni; un universo cultural y una organización social similar, enriquecidos por los diversos contactos seculares con otros pueblos que fueron agregados, asimilados o conquistados.

## Idioma
La lengua nguni pertenece al conjunto de lenguas bantúes de África Austral junto con el idioma venda, sesoto, tsonga e inhambane. Diversos estudios demuestran que todos ellos comparten en mayor o menor medida palabras en su vocabulario.
Estudios lingüísticos hablan de una lengua predecesora, el protonguni derivado del bantú oriental.  Estos autores sitúan en el siglo XV, con el establecimiento de los grupos ngunis a ambos lados de la cadena Drakensberg el momento de su difusión por toda la región austral. A esta comunidad lingüística de los pueblos australes se suman similitudes en las prácticas sociales de xhonas y ngunis relativas a filiación patrilineal, circuncisión y poligamia. La vecindad de los hablantes de las lenguas bantúes australes también se manifiesta en el parecido de su organización política tanto de los clanes como de sus reinos.
De esta lengua común, con sólo variaciones lingüísticas sutiles y graduales se desarrollaron a finales del siglo XIX y principios del XX otras variantes como xhosa, ndebele, zulú y suazi. Las lenguas ngunis son únicas entre las lenguas bantúes pues han incorporado los fonemas de "clic". Estos sonidos fueron absorbidos por el idioma a través del matrimonio de los ngunis con los pueblos anteriores de habla khoisan de la zona, cuyos idiomas se caracterizaban por tales sonidos de clic.

## Relato fundacional
El dios uNkulunkulu, que habita en el cielo, tomó un junco del lecho del río y lo partió. Con uno de los trozos creó a Mnguni, mítico jefe nguni y creador de una prole de la que proviene todo el grupo étnico.
La dispersión del grupo nguni, la creación de nuevos reinos y las particularidades de los distintos jefes dieron lugar a relatos legendarios adaptados a cada circunstancia. Entre ellos la figura de Togu, otro jefe mítico nguni.

## Origen y expansión

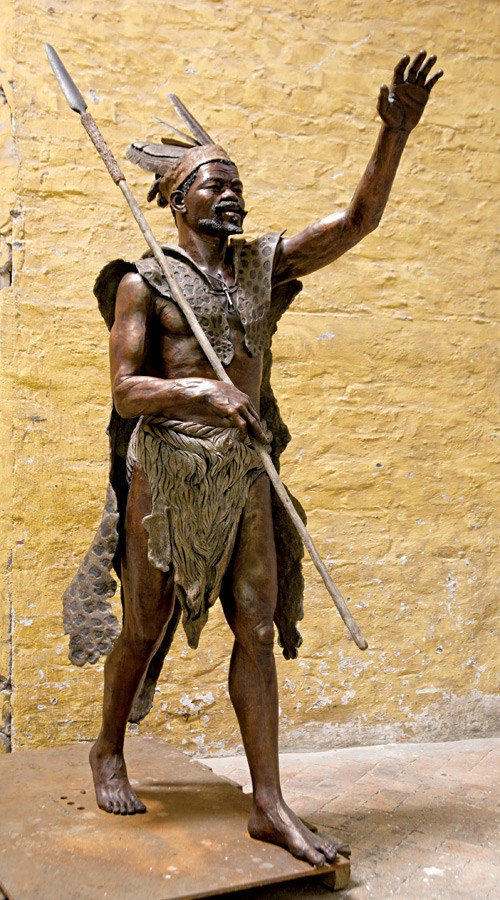
Escultura del rey Faku, Cabo Oriental.

La historiografía tradicional señala que el origen territorial de los ancestros ngunis estuvo en las orillas del lago Chad. Desde allí habrían comenzado un largo y varias veces secular movimiento poblacional al sureste continental en torno al siglo V. En el siglo VII se ubica a los ngunis a la altura del lago Tanganica. A partir del siglo X una nueva expansión al sur culminaría con el arribo y asentamiento  de sus clanes en el valle del río Zambeze en el que consolidan su dominio sobre los pueblos autóctonos sobre el siglo XII.Para el siglo XV los grupos ngunis ocupan ambas laderas de la cadena montañosa Drakensberg, en Lesoto y la provincia sudafricana de Natal.
Desde el siglo XVI se tiene constancia que los grupos nguni comerciaban con los europeos en la bahía de Maputo. Comenzaron exportando primero marfil y luego ganado a cambio de hierro y cobre.A finales del siglo XVII algunas comunidades del grupo se integraron a la Confederación Ndwandwe para fortalecer su posición en la región y ante los europeos.El aumento del comercio con los europeos y entre las comunidades nativas, así como la llegada de bienes de importación incitó a los clanes a extender sus territorios a costa de aquellos más débiles. Si bien los ngunis del norte no parecen haber importado gran número de mercancías, en la zona costera varias jefaturas tribales mejoraron su capacidad defensiva, sustituyendo a los tradicionales ejércitos de adolescentes locales por regimientos formados por soldados de todas las edades. A finales del siglo XVIII los nduandue, los nguane y los mthethua se afianzaron como los grupos más poderosos. Las rivalidades fueron en aumento cuando la sequía asoló la región en 1800-1803, en 1812 y en 1816-1818. La tradición recoge que el conflicto por el control de la tierra de los valles fue agudizándose hasta degenerar en una guerra a gran escala en 1817.

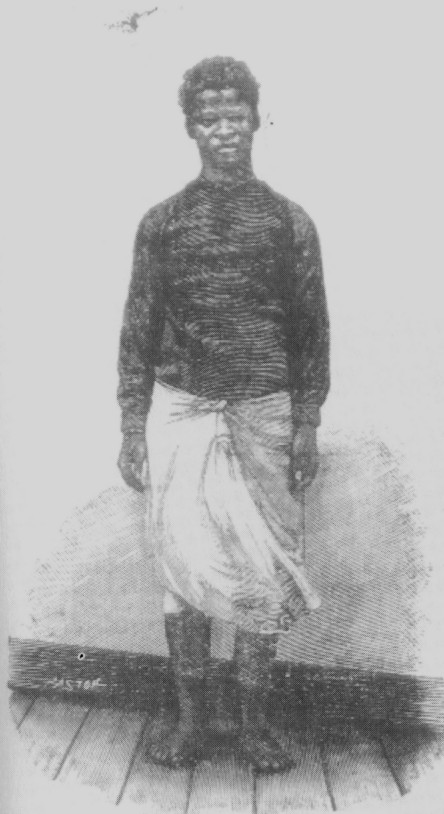
Godide (1876-1911), hijo de Gungunhana, príncipe nguni capturado por el ejército colonial portuguésen Mozambique. Fue exiliado en las Islas Azores s. Fue el último miembro conocido de la dinastía Jamine. Grabado de Francisco Pastor, publicado en el año 1895.

A principios del siglo XIX, el jefe Shaka (c. 1787-1828) unió a varios pueblos ngunis mediante nuevas técnicas de guerra y conquista expansiva, formando así una poderosa nación zulú.La confederación Ndwandwe se disolvió sobre 1820 y los ngunis que la integraban se dividieron en varios grupos bajo el liderazgo de diferentes jefes. Los clanes ngunis que se unieron a Soshagane fundaron el reino de Gaza junto con poblaciones tonga. Se instalaron al sureste de Mozambique en la bahía de Maputo.
Los clanes ngunis que siguieron al jefe Zwangendaba se establecieron más al norte, entre los lagos Malaui y Tanganica. Atacaron a clanes del pueblo senga y provocaron la caída de la dinastía Changamire, sucesora del imperio Monomotapa. Tras asimilar a otros pueblos, estos clanes ngunis dieron lugar a una nueva entidad etnográfica conocida como pueblo nguni-jere o yere. Tras la muerte de Zwangendaba en 1848 los clanes del reino se dividieron en tres grandes grupos. Los que se asentaron en la meseta de Malaui tras someter a otros clanes senga dieron lugar a la etnia nguni-mpezeni. Otros clanes nguni-jere se dirigieron a los territorios habitados por los pueblos tumbuka, tonga y henga, al oeste de Malaui y pasaron a designarse como nguni-mbwela.
El tercer grupo estaba compuesto por los nguni-gwangara y los nguni-maseko. Juntos fundaron un reino sobre el río Songea, al suroeste de Tanzania. Conflictos entre clanes de uno y otro grupo terminaron por una escisión de los nguni-maseko que se trasladaron a la ribera sur del lago Chilwa, sobre la frontera Malaui – Mozambique. Más clanes gnunis se fueron separando del tronco original ocupando territorios del sur continental. Es el caso de los nguni-msene en Zimbabue oriental y los nguni-tuta en Taboa, Tanzania central.
El siglo XIX estuvo marcado por la insuficiencia de recursos alimentarios para una gran población que no dejaba de crecer. La presión social por los recursos provocó más disgregación del grupo nguni. Los conflictos entre clanes grupos étnicos crecieron y generaron una época de terror en el África austral, conocida como mfacane o difaqane que despobló y desbastó amplias regiones, a la vez que generó más movimientos poblacionales que incidieron en la demografía de todo el continente. Esta inestabilidad social y política fue aprovechada por el poder colonial europeo para instaurar su régimen.
Los clanes más poderosos del grupo nguni fueron sin duda los que dieron origen a las naciones o pueblos zulú, ndebele, sos, ngoni y suazi.

## Organización social

Cocina familiar nguni en la provincia de Natal.

El clan estaba basado en la ascendencia paterna, característica que compartían todos los clanes nguni. Cada clan tenía un Jefe. Hombres influyentes trataban de conseguir la independencia creando su propio clan. El poder de un Jefe dependía, a menudo, de lo bien que pudiera mantener su clan unido.
Tradicionalmente los grupos ngunis se organizaron en clases de edad. Todos los circuncidados el mismo año integraban cada una. Sin embargo algunos clanes del norte como los zulú, swai y mpondo abolieron la circuncisión. Tanto lo xhosa como los tembu y otros clanes del sur la mantuvieron.

## Organización política

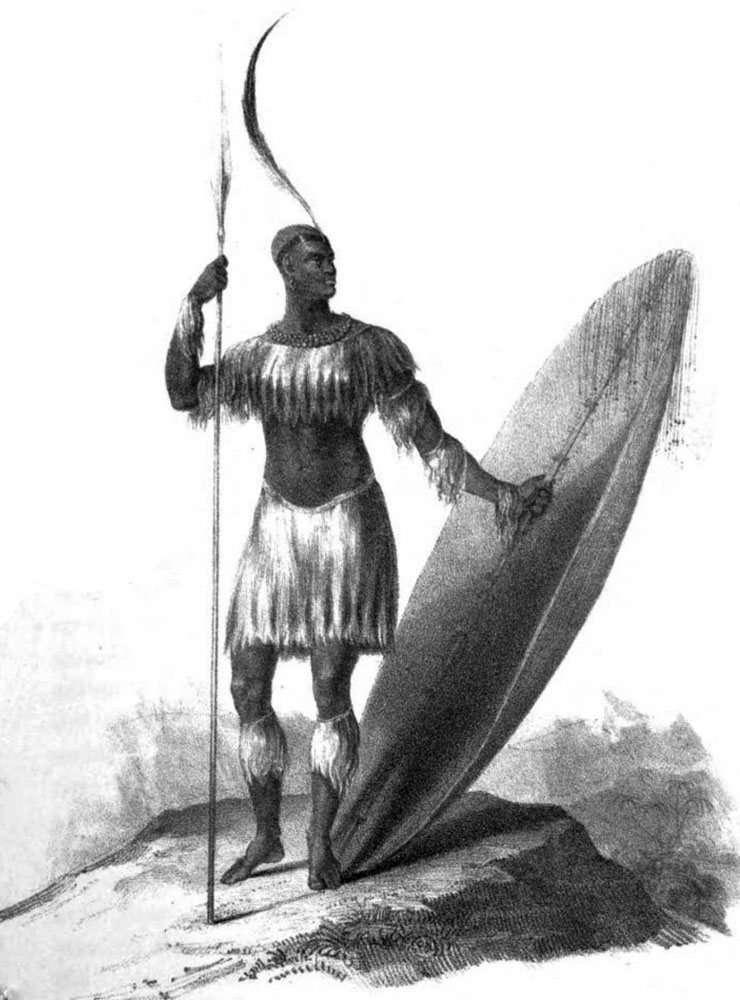
Shaka rey del clan zulú del grupo étnico nguni.

Las tradiciones que regían la sucesión al trono explican en buena medida la continua fragmentación de los clanes del grupo. Había dos herederos de cada rey, sus primogénitos. Uno de ellos, denominado Príncipe de la Gran Casa,  heredaba el trono y hacienda del monarca difunto. El otro, el Príncipe Mano Derecha, debía marcharse a otro territorio con su séquito. Allí solía fundarse un nuevo reino al que se le daba un nuevo nombre a la población. La autoridad del jefe o rey solía durar largos períodos pues la costumbre era que se casaran a una edad avanzada y por lo tanto tuvieran una diferencia de edad importante con sus descendientes. La Gran Esposa era la encargada de la regencia, en caso de muerte del rey, hasta que el heredero tuviera edad adulta. Las regencias en general daban lugar a disputas entre los clanes que intentaban colocar a sus jefes como persona de confianza o asesor de la Gran Esposa. Los reyes y jefes ngunis sustentaban su autoridad en el poder divino. Se les reconocía el poder mágico para favorecer la fertilidad, de provocar la lluvia y de recibir rituales de protección para su persona.

## Economía

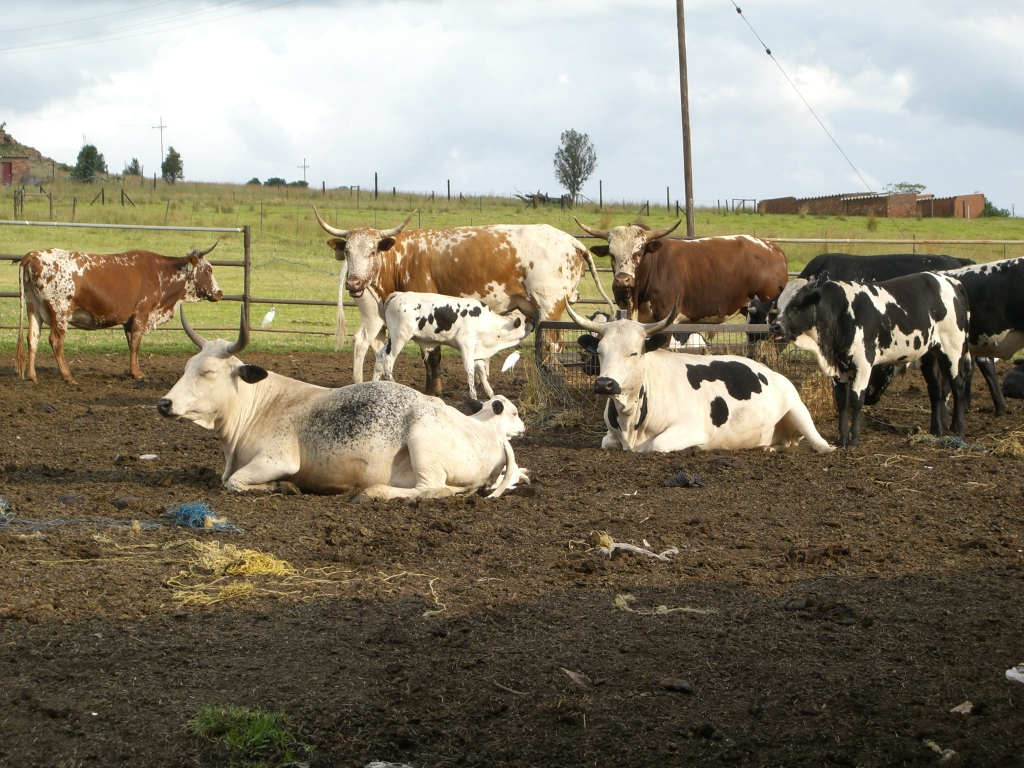
Raza vacuna sanga

La caza fue un recurso importante tanto para la en la economía familiar de la cultura nguni como para comerciar a partir del siglo XVII con los europeos, especialmente el marfil.
Seguramente por razón de la práctica del matrimonio con miembros de la cultura khoikhoi, varios clanes ngunis no comían pescado, un tabú que según algunos autores se remonta al siglo XII.
Los clanes ngunis se especializaron en la agricultura cerealista (mijo, sorgo y judías). Conocieron el maíz durante el siglo XVII y lo cultivaron en el reino de Cazembe en el XVIII, junto a la mandioca, que los vecinos lunda habían traído de sus tierras de origen. Los nuevos cultivos transformaron la economía agrícola y, al igual que las bananas lo hicieron en otras zonas del continente, facilitando el incremento de la población y los cambios en la organización social.

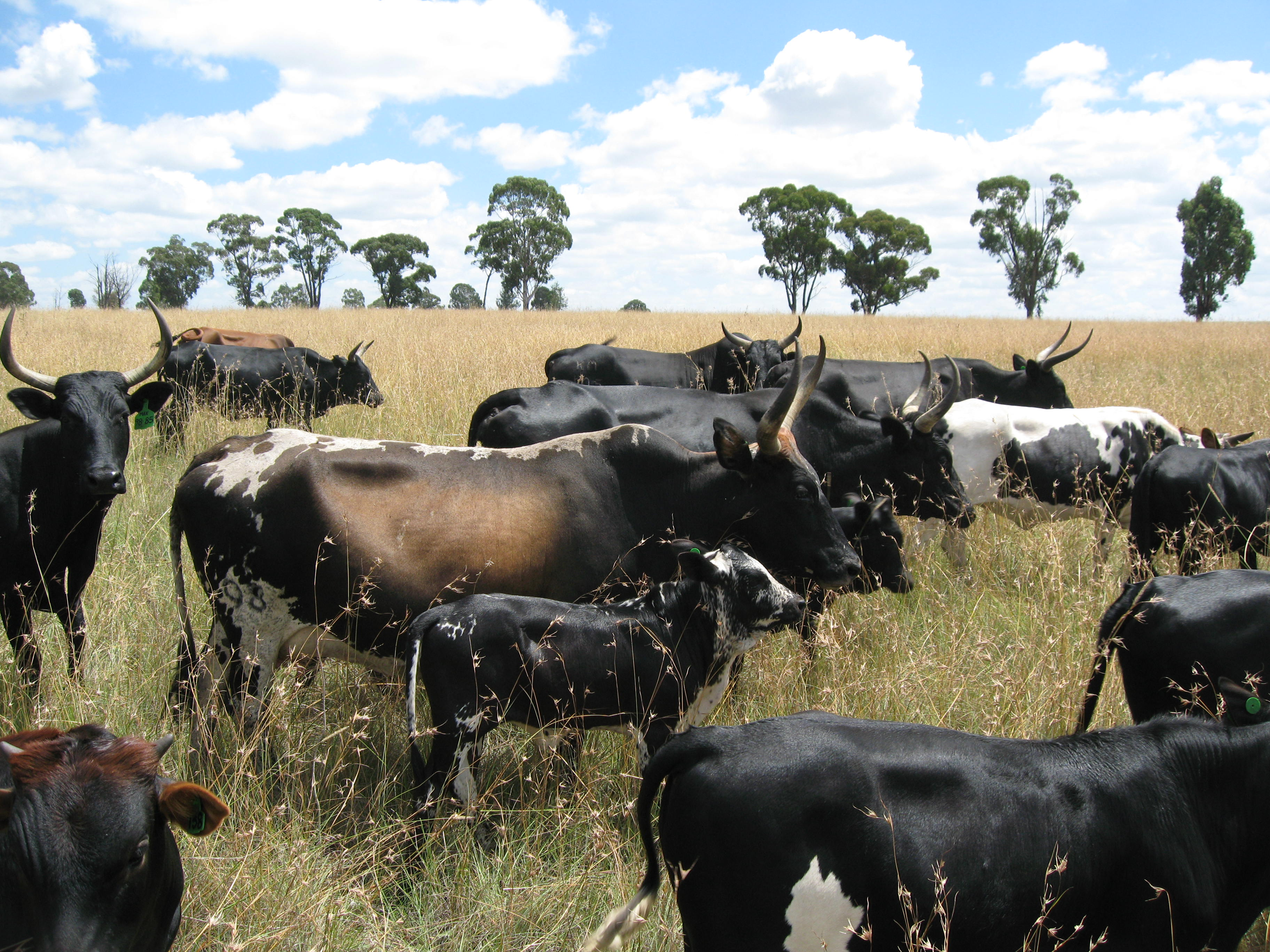
Rebaño sanga.

Al final de la llamada Edad del Hierro africana, aquellos grupos que ocuparon espacios con buenas pasturas se dedicaron a la ganadería, una vez más seguramente gracias a la influencia khoikhoi. Pero su ganado no procedían directamente de los khoi-khois, ya que estos criaban generalmente ganado sudafricano, mientras que el de los ngunis eran de raza sanga, común en el norte del Drakensberg.
La ganadería, además de proveer elementos básicos para el comercio y el consumo, introdujo una serie de rituales vinculados al ganado.Por ejemplo, cada pastor elegía un ejemplar como favorito y a partir de ese momento le brindaba un especial cuidado.  La devoción al animal se manifestaba en la creación de canciones y poemas de elogio a su belleza. Por otra parte, la posesión de rebaños señalaba el estatus económico y social del propietario. La ascienda ganadera era fundamental para pagar la dote (lobola) a la familia de la mujer a la que se pretendía en matrimonio. Las reglas de la tradición pastoril nguni impedía la participación de mujeres en la actividad ganadera.

## Vivienda tradicional

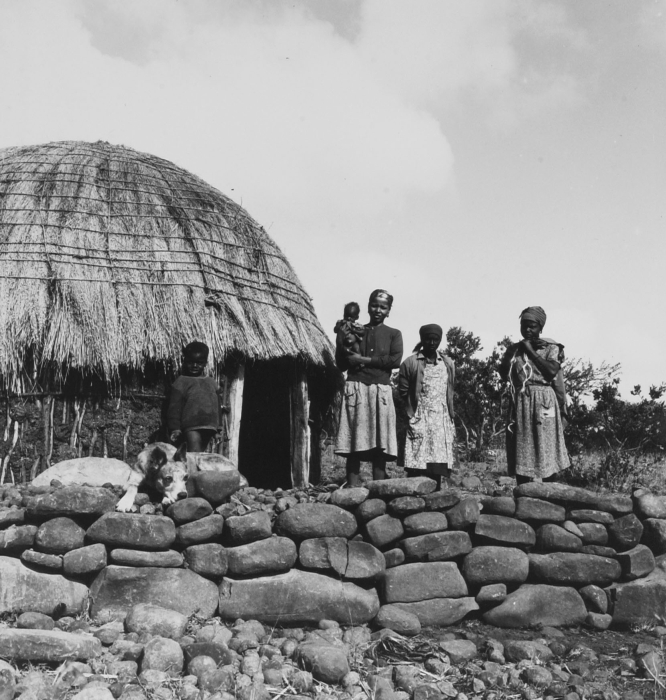
Familia nguni en un kraal.

Los restos arqueológicos en sitios de ocupación ngunis presentan grupos de viviendas con paredes de adobe y techos cónicos de paja. La práctica de la poligamia (dos o tres mujeres por esposo), llevaba a que se construyera una vivienda para cada esposa. Todas ellas se agrupaban en un kraal, cercado por una empalizada o muro de barro. Cada vivienda dispone de un campo de cultivo asignado que atienden las mujeres. La disposición y tamaño de cada casa visualiza un orden jerárquico entre las distintas esposas. La más grande corresponde a la primera, y las demás se van construyendo a uno y otro lado de ésta, comenzando por la derecha y disminuyendo sus dimensiones. La herencia de todos los bienes del kraal está regida por la primogenitura de casa siguiendo la línea patriarcal.

## Nguni del norte

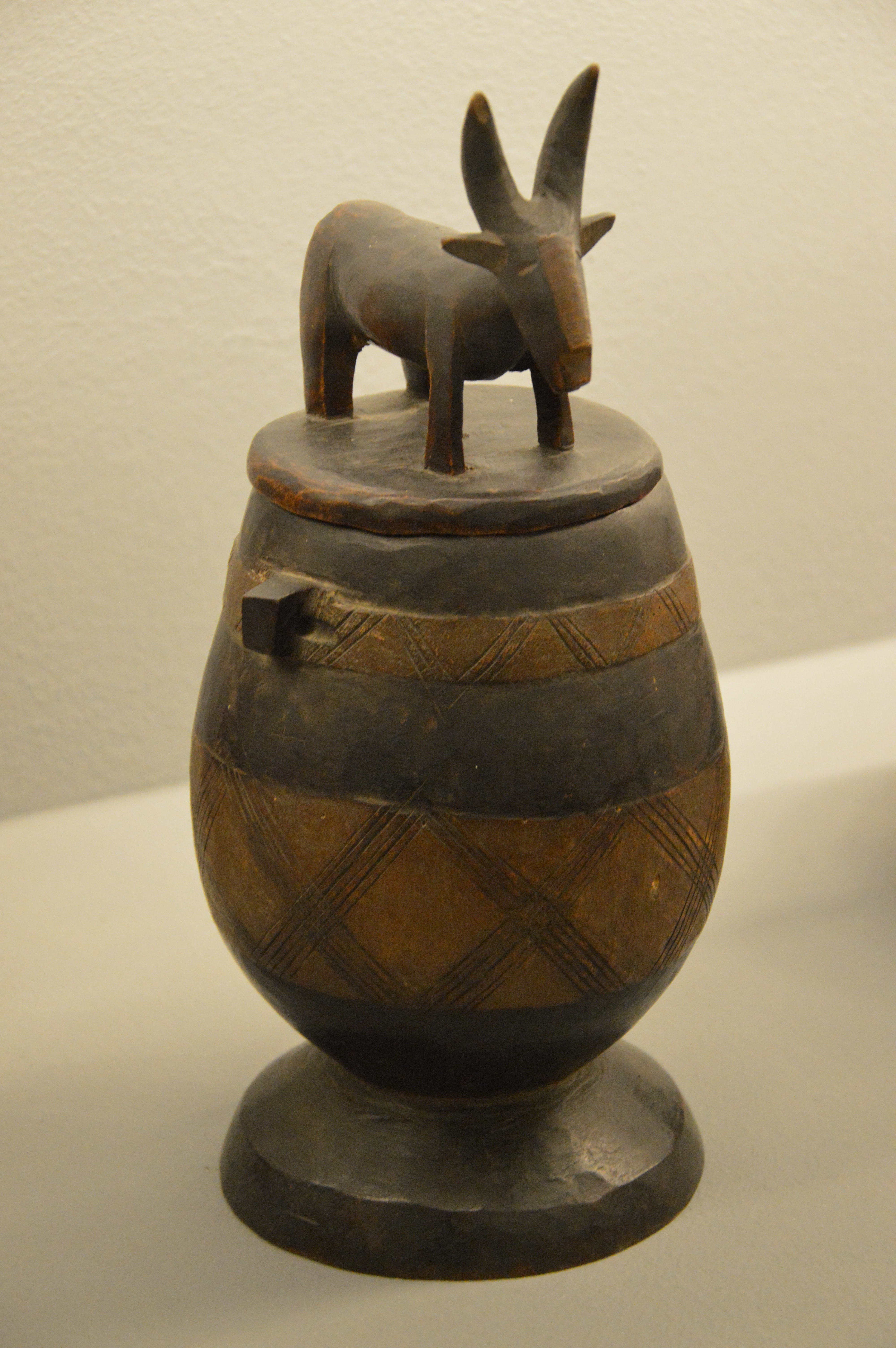
Vaso ritual nguni.

Hasta 1800, los nguni del sur estaban culturalmente muy diferenciados de los nguni del norte. Ambos subgrupos consistían en una multiplicidad de pequeños clanes al frente de los que se situaba un Jefe. Sólo después de esta época comenzaron a aparecer las más importantes diferencias en la estructura sociopolítica de los nguni del norte. En la primera década de 1800 aparecieron los primeros Jefes con gran poder, en particular entre los zulúes que habían conseguido su influencia debido a sus conquistas durante el Mfecane. Algunos clanes fueron incorporados en el reino de los zulúes. En aquel momento no todas las familias podían producir alimentos para todos ellos, sólo algunos pocos se encargaban de la producción de comida para todos los demás, de forma que se generó un excedente de obreros que permitieron la creación de un ejército.

## Nguni del sur
Los nguni del sur vivían entre Ciskei y Transkei. Los xhosa formaban, probablemente, la más conocida tribu de este subgrupo. Como en el caso de los zulúes, los xhosa tenían clanes o reinos allí en donde el respectivo rey podía hacer llegar su poder, teniendo el derecho de movilizar a todo el clan para la guerra y era el Juez Supremo para todas las disputas. Este estatus tan elevado permitía al rey tener una fuerza y estabilidad superior a la de la mayoría de los Jefes. A pesar de su fuerza, la estructura política no era comparable con el aparato del Estado de los zulúes. Una característica específica de los xhosa fue el intenso comercio regional. Realizaban trueques de ganado y tabaco con los thembu, pieles con los pondo, así como hierro y cobre con los tsuana. Con la llegada de los europeos las posibilidades de comercio se ampliaron para los xhosa. Pueblos nguni son hoy en día etnias importantes en Suazilandia, Sudáfrica y otros países de la región.

## Reinos, naciones, pueblos y clanes ngunis
- Abatewa
- Buteletzi
- Confederación Mthethwa
- Ndebele
- Ngoni
- Ntungwa
- Confederación Nwandwe
- Shangaan
- Suazi
- Tekela
- Xhosa
- Zulú